# Lycée classique Humbert-Ier
Le lycée classique Humbert-Ier (en italien : Liceo classico statale Umberto I) est un lycée classique situé à Naples, en Italie.

## Histoire
Le lycée est créé par décret (it) le 9 mai 1862 dans l’ancien couvent de Sant'Agostino Maggiore. Il prend le nom du prince piémontais Humbert Ier en 1864, puis est transféré dans la ruelle Santa Maria Apparente en 1867.
Le bâtiment du lycée est détruit lors des bombardements aériens de 1943. En 1948, la municipalité reconverti l’ancienne caserne de cavalerie de San Pasquale a Chiaia pour accueillir le lycée. Celui-ci compte alors 56 classes pour 1 500 élèves.

## Anciens élèves
- Francesco de Angelis (1960-), skipper italien[2] ;
- Erri De Luca (1950-), écrivain et journaliste italien[2] ;
- Antonio Ghirelli (it) (1922-2012), écrivain et journaliste italien[1] ;
- Raffaele La Capria (1922-), écrivain, scénariste et traducteur italien[2] ;
- Mario Martone (1959-), réalisateur et scénariste italien[2] ;
- Giorgio Napolitano (1925-), homme d'État italien, président de la République du 15 mai 2006 au 14 janvier 2015[2] ;
- Giuseppe Patroni Griffi (1921-2005), romancier, dramaturge, scénariste, réalisateur et metteur en scène de théâtre et d'opéra[2] ;
- Francesco Rosi (1922-2015), réalisateur et scénariste italien[2] ;
- Lea Vergine (1936-2020), historienne de l'art et commissaire d'exposition italienne[3].